# Darmstädter Stadtlauf
Der Darmstädter Stadtlauf (auch Cup da Franco nach einer als Sponsor auftretenden Pizzeria, volkstümlich auch Pizzalauf) ist einer der ältesten und bestbesetzten Stadtläufe Deutschlands. Er findet seit 1978 im Juni statt und wird vom ASC Darmstadt veranstaltet. Organisationsleiter ist der ehemalige Marathon-Bundestrainer Wilfried Raatz.
Die männliche Laufelite startet derzeit über 7,6 km (sieben Runden), die weibliche über 5,5 km (fünf Runden). Außerdem gibt es Volksläufe in den Kategorien Männer, Frauen und Masters (Männer ab 40 Jahren), die über 5 km (drei erweiterte Runden) gehen, zwei Schülerläufe und einen Bambinilauf. Die Strecke führt durch die Darmstädter Innenstadt, mit dem Start auf dem Ludwigsplatz und dem Ziel auf dem Luisenplatz.

## Statistik

### Streckenrekorde
- Männer 7,6 km: 20:40,5 min, Laban Chege (KEN), 1999
- Frauen 4,8 km: 15:04,3 min, Leah Malot (KEN), 1997
- Frauen 5,5 km: 17:45,1 min, Leah Malot (KEN), 2009

### Siegerliste
Quelle: Website des Veranstalters
In den Jahren 2017 bis 2019 gab keinen internationalen Elitelauf mehr.
Im Jahr 2020 ist der Lauf wegen der Corona-Pandemie ausgefallen.
| Datum         | Männer                      | Nation                 | Frauen                           | Nation      |
| ------------- | --------------------------- | ---------------------- | -------------------------------- | ----------- |
| 22. Juni 2016 | Alex Kipkorir Kibarus       | Kenia                  | Docars Nzembi Kithome            | Kenia       |
| 24. Juni 2015 | Abraham Yano                | Kenia                  | Fate Tola                        | Äthiopien   |
| 25. Juni 2014 | Charles Wachira Maina       | Kenia                  | Cynthia Kosgei -3-               | Kenia       |
| 19. Juni 2013 | Leonard Kipkoech Langat -2- | Kenia                  | Cynthia Kosgei -2-               | Kenia       |
| 20. Juni 2012 | Leonard Kipkoech Langat     | Kenia                  | Cynthia Kosgei                   | Kenia       |
| 21. Juni 2011 | Paul Kipkorir               | Kenia                  | Jelena Anatoljewna Sadoroschnaja | Russland    |
| 22. Juni 2010 | Daniel Kipchumba Chebii     | Kenia                  | Caroline Jepchirchir Chepkwony   | Kenia       |
| 24. Juni 2009 | Patrick Kiprono Kimeli      | Kenia                  | Leah Malot -4-                   | Kenia       |
| 25. Juni 2008 | Stephen Mbur Njoroge        | Kenia                  | Leah Malot -3-                   | Kenia       |
| 20. Juni 2007 | Mushir Salem Jawher         | Bahamas                | Anikó Kálovics                   | Ungarn      |
| 21. Juni 2006 | Abraham Kiprotich Tandoi    | Kenia                  | Eunice Jepkorir                  | Kenia       |
| 22. Juni 2005 | Sammy Kipruto -3-           | Kenia                  | Grażyna Syrek                    | Polen       |
| 23. Juni 2004 | Sammy Kipruto -2-           | Kenia                  | Catherine Chikwakwa -2-          | Malawi      |
| Juni 2003     | Laban Chege -4-             | Kenia                  | Catherine Chikwakwa              | Malawi      |
| Juni 2002     | Sammy Kipruto               | Kenia                  | Restituta Joseph -2-             | Tansania    |
| Juni 2001     | Laban Chege -3-             | Kenia                  | Restituta Joseph                 | Tansania    |
| Juni 2000     | Thomas Omwenga              | Kenia                  | Lornah Kiplagat                  | Kenia       |
| Juni 1999     | Laban Chege -2-             | Kenia                  | Pamela Chepchumba                | Kenia       |
| 1998          | Tendai Chimusasa -3-        | Simbabwe               | Leah Malot -2-                   | Kenia       |
| 1997          | Gabriel Mutai Kiprono       | Kenia                  | Leah Malot                       | Kenia       |
| 1996          | Tendai Chimusasa -2-        | Simbabwe               | Luminita Zaituc                  | Rumänien    |
| 1995          | Tendai Chimusasa            | Simbabwe               | Tamara Koba                      | Ukraine     |
| 1994          | Laban Chege                 | Kenia                  | Tegla Loroupe -3-                | Kenia       |
| 1993          | William Koech               | Kenia                  | Tegla Loroupe -2-                | Kenia       |
| 1992          | Charles Omwoyo              | Kenia                  | Tegla Loroupe                    | Kenia       |
| 1991          | Wilson Omwoyo               | Kenia                  | Esther Kiplagat -2-              | Kenia       |
| 1990          | Kipsubai Koskei             | Kenia                  | Esther Kiplagat                  | Kenia       |
| 1989          | Terry Thornton              | Vereinigtes Königreich | Irena Czuta                      | Polen       |
| 1988          | Kipkemboi Kimeli -2-        | Kenia                  | Antje Winkelmann                 |             |
| 1987          | Kipkemboi Kimeli            | Kenia                  | Charlotte Teske -6-              | Deutschland |
| 1986          | Omar Aguilar                | Chile                  | Kerstin Preßler                  | Deutschland |
| 1985          | Gerhard Hartmann            | Österreich             | Carla Beurskens                  | Niederlande |
| 1984          | Mehmet Yurdadön             | Türkei                 | Charlotte Teske -5-              | Deutschland |
| 1983          | Kurt Oestreich              |                        | Charlotte Teske -4-              | Deutschland |
| 1982          | Wolf-Dieter Poschmann       | Deutschland            | Charlotte Teske -3-              | Deutschland |
| 1981          | Günter Zahn                 | Deutschland            | Charlotte Teske -2-              | Deutschland |
| 1980          | Alex Hagelsteens            | Belgien                | Charlotte Teske                  | Deutschland |
| 1979          | Klaus-Peter Hildenbrand     | Deutschland            | Heidi Hutterer                   | Deutschland |
| 1978          | Domingo Tibaduiza           | Kolumbien              | ---                              | ---         |